# S&W M76
S&W M76（スミス・アンド・ウェッソン モデル76）は、アメリカ合衆国のスミス&ウェッソン社（S&W）が開発した短機関銃である。

## 歴史

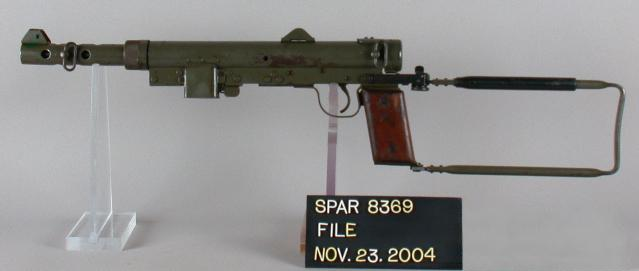
カールグスタフm/45

かつてNavy SEALs（海軍特殊部隊）を始めとするアメリカ軍の特殊部隊では、スウェーデン製のカールグスタフm/45を特殊作戦用短機関銃として採用していた。アメリカにおいてm/45は「Kライフル」（K-Rifle）や「スウェディッシュK」（Swedish-K）と通称された。
1966年頃、ベトナム戦争に対するアメリカ合衆国の介入が本格化する中、戦争に対し中立の立場を取っていたスウェーデン政府は対米武器輸出を全面的に停止した。こうした中でm/45の代用品たる特殊作戦用短機関銃の需要が生じ、S&W社が開発を提案したのである。開発は1966年を通じて行われ、1967年には設計が完了した。
1968年、電気発火式の9mmケースレス弾薬を用いるモデルが試作された。このモデルではトリガーガード前方に電池ケースが設けられていた。射撃に問題はなかったが、弾薬自体が損傷しやすく、のちにプロジェクトは放棄されている。最終的な海軍からの発注は数千丁程度に留まった。その後は警察および民生市場向けの銃器として販売され、1974年に生産が終了した。総生産数は6,000丁程度だった。
S&W社による生産が終了した後、引き続きM76を使用していた海軍や警察組織においては消耗部品の調達や修理を行うことができなくなっていた。1980年、マイク・レプリンガー（Mike Ruplinger）とケネス・ドメニック（Kenneth Domenick）が経営する銃器メーカー、MKアームズ社（MK Arms）はM76の消耗部品の生産に着手した。同社はカリフォルニア州コロナド海軍水陸両用戦基地に駐屯するNavy SEALsチーム1と契約を結び、1980年代にMP5短機関銃が新規採用されるまで消耗部品の供給を続けた。その後、MKアームズは自社製M76クローンであるMK760の販売を行った。

## 構造
S&W M76はオープンボルト、シンプルブローバックの作動方式であり、穴開け加工した銃身放熱カバー、円筒形の機関部、コの字形の折り畳み式の銃床など、デザインの大半をm/45から借用している。箱型弾倉もm/45と互換性がある。
レシーバ（機関部）は汎用品のシームレス・パイプにトリガー・メカニズムを収納するハウジング部が電気溶接で接合された構造となっているため、専用設備がなくても大量製造が可能である。
また、手動安全装置を兼ねた回転式のセレクターが追加されセミオート射撃が可能になっている点、銃床の折り畳み方向が左側に変更されている点などがm/45とは異なっている。

## クローン銃
MK760
MKアームズ社製のクローン。M76と同様のフルオート射撃可能なモデルのほか、セミオート射撃のみ可能なカービンモデルおよびピストルモデルが存在した。どちらも基本設計は共通しており、カービンは16インチ銃身を備え、ピストルは8インチ銃身を備え銃床を除去したモデルであった。1986年5月19日、火器所有者保護法（FOPA）のもとでフルオート射撃が可能な銃器を民生市場向けに販売することが禁止された。これによりMK760のフルオート射撃可能なモデルは生産が終了し、セミオート射撃可能なモデルも後にアルコール・タバコ・火器及び爆発物取締局（BATF）によってオープンボルト設計が規制に違反していると見なされ生産が終了した。MKアームズ社ではLa France Specialties社と共同でカービンモデルの再設計を試みたが、新モデルの売上は振るわず、MKアームズ社は1989年に倒産した。
ステンプル45/76、STG-76
1980年代後半、ジョン・ステンプル（John Stemple）は.45ACP弾仕様のM76のクローンを設計し、ステンプル45/76と命名した。ステンプルは1896年以前に2,000丁分の譲渡可能なレシーバーを先立って製造/登録し、組み立て自体はその後数丁ずつ行われた。1980年代後半のある時点でBATFから起訴を受けると、ステンプルはこれらのレシーバーを友人に譲渡した。BATFとの法廷闘争に勝利したステンプルはレシーバーの返還を求めたものの拒否され、引き続き新たな法廷闘争に身を投じることとなる。この裁判は2000年代初頭に決着し、ステンプルはおよそ900個のレシーバーの返還を受けることとなった。もともとM76の稚拙なクローンに過ぎなかったステンプル45/76のレシーバーは、FOPAが施行された1986年以降のアメリカにおいて、合法的に所持/譲渡が行えるフルオート火器の部品として製造当時よりも遥かに価値のある品物と見なされていた。ステンプルはステンプル45/76の製造再開に向けてBRP Corpのブライアン・ポーリング（Brian Poling）を頼ったが、ポーリングはこのレシーバーを使ってより娯楽用途に適した銃を製造することを提案した。こうして設計されたのがSTG-76である。製品名のSTGはStemple Takedown Gunの略。合法性を保つためにレシーバーの構造自体は維持しつつ、交換可能な内部トラニオンやスリップオーバー式のマガジンウェルなどを備え、様々な弾薬と弾倉の組み合わせを可能にした。内部構造は2000年代に余剰部品が安価に出回っていたスオミ KP/-31を参考としており、またKP/-31用75連発弾倉を使用することもできる。STG-76はモジュール化されており、M76とよく似た外見の基本モデルのほか、HK91/セトメCの銃床やグリップ、二脚を取り付けたモデル、あるいは余剰部品を用いてスオミKP/-31を再現したステンプル・スオミ（Stemple-Suomi）、やはり市場に安価に流通していたソ連向けレンドリース品の部品を用いてトンプソン・サブマシンガンを再現したSTG-M1AおよびSTG-1928、BRP社でAR-15用MG34アッパーレシーバーキットを製造する際に余剰となったMG34のグリップを取り付けたSTG-34kなど、様々な構成で販売された。
オメガ760、SW76
2001年、タクティカル・ウェポンズ・カンパニー社（Tactical Weapons Company）は、セミオート射撃のみ可能なM76のクローン銃、オメガ760カービン（Omega 760）を発表したものの、売上が振るわず短期間のうちに製造が中止された。その後、組み立てられずに残されていたオメガ760の余剰部品に注目したのが、かつてステンプルが製造したレシーバーのうち100個を保有していたジム・バージェス（Jim Burgess）である。バージェスとタクティカル・ウェポンズ・カンパニー社との交渉を経て、ステンプルのレシーバーとオメガ760の余剰部品を組み合わせて製造されたのがSW76である。SW76は元のM76とほとんどの部品の互換性を保っている。もともと強度に問題があったエクストラクターが再設計されたため、ボルトのみ互換性がない。
M76A1
グローバルアームズ（Global Arms）、後にはサザン・ツール（Southern Tool）で製造されたクローン。

## 登場作品
M76は1970年代に製作された米国映画に良く登場し、メディアの影響から生産数以上に一般人の間でも認知度が高い。

### 映画
『110番街交差点』
ハーレムでイタリア系マフィアが経営する違法カジノをS&W M76を持った強盗が襲撃した事件からストーリーが展開する。
『狼たちの午後』
ジョン・カザール演じるサルが使用。
『ガントレット』
ブレークロックに雇われたマフィアが使用する。
『サブウェイ・パニック』
地下鉄車両内で人質を取った犯人グループが装備している。米国公開時の宣伝ポスターにも本銃が描かれている。
『ダークナイト』
ジョーカーがバットマンと対峙する場面で使用。トラックから這い出る際に暴発し、取りすがりの乗用車に向けて乱射する。
『ダーティハリー2』
犯罪者を殺害する警官グループのひとりが使用し、プールサイドでの大量殺戮の場面に登場する。
『バッジ373』
S&W M76をプエルトリコへ密輸出しようと計画する過激派と刑事の攻防がストーリーのベースとなっている。
『マシンガン・パニック』
バスの車内で発生する乱射事件にS&W M76が使用されている。

### 漫画
『ジオブリーダーズ』
神楽保安管理の社員が使用。